# Jack Skellington
Jack Skellington var en fiktiv hovedrolle i The Nightmare Before Christmas.
Jack var kendt som The Pumpkin King i Halloween by. Han er blevet skabt af filminstruktør og filmprodukter Tim Burton. Han er blevet stemmelagt af Chris Sarandon og sangstemme af Danny Elfman. Jack har været en af Disney mest populær Disney-karakter.
 Der er for få eller ingen kildehenvisninger i denne artikel, hvilket er et problem. Du kan hjælpe ved at angive troværdige kilder til de påstande, som fremføres i artiklen.